# Jean d'Arménie-Lusignan
 (septembre 2023).
Si vous disposez d'ouvrages ou d'articles de référence ou si vous connaissez des sites web de qualité traitant du thème abordé ici, merci de compléter l'article en donnant les références utiles à sa vérifiabilité et en les liant à la section « Notes et références ».
Jean de Lusignan, assassiné le 10 octobre 1343, connétable d'Arménie, fils d'Amaury II de Chypre et d'Isabelle d'Arménie.

## Biographie
Au mois d'août 1341, le roi d'Arménie Léon V, dernier survivant de la branche royale de la maison héthoumide, mourut en désignant comme héritier Guy de Lusignan, dont la mère était héthoumide. Jean, son frère, arriva le premier et assura la régence en attendant son frère. Une fois installé sur le trône (octobre 1342), celui-ci le nomma connétable. Guy voulut imposer au clergé arménien la soumission à la Papauté de Rome et l'adoption des rites romains. La noblesse arménienne se révolta, éliminant petit à petit le parti latin et Jean fut assassiné peu avant son frère.
Il avait épousé Soldanne, fille d'un roi de Géorgie (d'après le franciscain Dardel) et avait eu deux fils, Bohémond, prétendant au trône d'Arménie qui mourut à Venise en 1363 et Léon (1342 † 1393) qui sera élu roi d'Arménie en 1373 (ce dernier est considéré comme bâtard par certains auteurs).